# Luisa Böse
Luisa Böse (* 1999 in Rostock) ist eine deutsche Schauspielerin.

## Leben und Karriere
Böse wuchs in ihrer Geburtsstadt Rostock in Norddeutschland auf und sammelte dort am Volkstheater Rostock erste Schauspielerfahrung. 2019 begann sie ein Studium an der Theaterakademie August Everding, das sie 2022 abschloss.
Im April 2023 gab Böse ihr Spielfilmdebüt in einer Episodenhauptrolle in der Tatort-Folge Donuts.

## Filmografie
- 2021: Ein besonderer Tag (Kurzfilm)
- 2023: The Penrose Triangle (Kurzfilm)
- 2023: Tatort: Donuts (Fernsehreihe)
- 2024: Tatort: Stille Nacht (Fernsehreihe)
- 2025: Tatort: Solange du atmest (Fernsehreihe)